# C/2006 M4 (SWAN)
C/2006 M4 (SWAN) ist ein Komet, der im Jahr 2006 mit bloßem Auge beobachtet werden konnte.

## Entdeckung und Beobachtung
Anfang Juli 2006 meldeten R. D. Matson aus Kalifornien und M. Mattiazzo aus Australien die Entdeckung eines möglichen Kometen, den sie unabhängig voneinander auf öffentlich im Internet zugänglichen Bildern des SWAN-Experiments auf dem Solar and Heliospheric Observatory (SOHO) aus dem Zeitraum 20. Juni bis 5. Juli gefunden hatten. Die Entdeckung konnte kurz darauf bestätigt werden, da Terry Lovejoy aus Queensland das Objekt bereits am 30. Juni mit einer Digitalkamera fotografiert hatte. Auch Robert H. McNaught vom Siding-Spring-Observatorium konnte den Kometen am 12. Juli mit einem 0,5-m-Schmidt-Teleskop fotografieren. Der Komet hatte zu diesem Zeitpunkt eine Helligkeit von etwa 12 mag und war noch 1,6 AE von der Sonne und 2,3 AE von der Erde entfernt. Er zeigte bereits einen kurzen Schweif.
Der Komet konnte zunächst letztmals am 20. Juli in Australien beobachtet werden, bevor er für Beobachter auf der Erde zu nahe an der Sonne stand. Ab 11. August bis gegen Ende des Monats konnte er mit dem Koronografen LASCO an Bord von SOHO beobachtet werden, bevor er Mitte September erstmals wieder in Spanien in der Morgendämmerung aufgefunden wurde. Kurz darauf wurde er auch in Japan beobachtet. Obwohl der Komet nur wenig über dem Horizont stand, wurde er im September und Oktober vielfach beobachtet. Seine Helligkeit blieb mit etwa 6 mag so schwach, dass er nur unter günstigsten Umständen mit dem bloßen Auge hätte gesehen werden können, aber mit Ferngläsern war er gut zu beobachten.
Kurz vor Mitte Oktober konnte der Komet dann am Abendhimmel aufgefunden werden. Dabei ereignete sich unerwartet in der Nacht vom 23. zum 24. Oktober ein Helligkeitsausbruch, wobei die Helligkeit des Kometen in kürzester Zeit von 6 mag auf etwa 4 mag anstieg, so dass der Komet in dunkler Umgebung auch leicht freiäugig gesehen werden konnte.
In den folgenden Nächten ging die Helligkeit wieder langsam zurück, aber der Schweif wurde ausgeprägter. Anfang November lag die Helligkeit wieder bei etwa 6 mag. Einige Beobachter bemerkten in der Folge eine längliche Form der Koma, möglicherweise war der Komet zerbrochen, was auch der Grund für seinen Helligkeitsausbruch gewesen sein könnte. Seine Helligkeit nahm bis Ende des Jahres weiter bis auf etwa 10 mag ab, teleskopisch konnte er noch bis September 2007 bei einer Helligkeit von 19 mag beobachtet werden.

## Wissenschaftliche Auswertung
Mit dem 2,7-m-Teleskop des McDonald-Observatoriums in Texas wurden die „verbotenen“ Spektrallinien von atomarem Sauerstoff bei dem Kometen gefunden.
Mit dem Cryogenic Echelle Spectrometer (CSHELL) am 3-m-Teleskop der Infrared Telescope Facility auf dem Mauna Kea und mit Beobachtungen am 12-m-Radioteleskop des Arizona Radio Observatory (ARO) in Arizona wurden flüchtige organische Substanzen im Kometen nachgewiesen. Dabei wurden Wasser, Kohlenstoffmonoxid (CO), Methanol (CH3OH), Methan (CH4) und Ethan (C2H6) mit CSHELL und zusätzlich Cyanwasserstoff (HCN) und CS mit ARO gemessen.
Am Hauptobservatorium der Nationalen Akademie der Wissenschaften der Ukraine wurde die Entwicklung des Plasma- und Staubschweifs des Kometen untersucht und ein Abriss im Kometenschweif am 27. Oktober 2006 beobachtet.

## Umlaufbahn
Für den Kometen konnte aus 1265 Beobachtungsdaten über einen Zeitraum von 433 Tagen eine temporär hyperbolische Umlaufbahn bestimmt werden, die um rund 112° gegen die Ekliptik geneigt ist. Die Bahn des Kometen steht damit steil angestellt zu den Umlaufbahnen der Planeten und er durchläuft seine Bahn gegenläufig (retrograd) zu ihnen. Im sonnennächsten Punkt (Perihel), den der Komet am 28. September 2006 durchlaufen hat, war er noch etwa 117,1 Mio. km von der Sonne entfernt und befand sich damit im Bereich zwischen den Umlaufbahnen der Venus und der Erde. Bereits am 27. Juli hatte er sich dem Mars bis auf etwa 103,4 Mio. km genähert. Am 7. September ging er in etwa 47,9 Mio. km Distanz an der Venus vorbei. Die größte Annäherung an die Erde erfolgte am 25. Oktober bis auf einen Abstand von etwa 149,2 Mio. km (1,00 AE).
In der Nähe des aufsteigenden Knotens seiner Bahn hatte der Komet sich um den 22. August 2006 sogar bis auf 10,3 Mio. km (0,069 AE) der Erdbahn angenähert, die Erde stand zu dieser Zeit aber genau auf der entgegengesetzten Seite der Sonne.
Nach den Bahnelementen, wie sie in der JPL Small-Body Database angegeben sind und die keine nicht-gravitativen Kräfte auf den Kometen berücksichtigen, bewegte sich der Komet lange vor seiner Passage des inneren Sonnensystems noch auf einer elliptischen Bahn mit einer Exzentrizität von etwa 0,99984 und einer Großen Halbachse von etwa 4900 AE, so dass seine Umlaufzeit bei etwa 345.000 Jahren lag. Der Komet kam demnach aus der Oortschen Wolke und erlebte möglicherweise als „dynamisch junger“ Komet seine erste Passage durch das innere Sonnensystem. Durch die Anziehungskraft der Planeten, insbesondere durch relativ nahe Vorbeigänge am Jupiter am 29. März 2006 in etwa 4 ¾ AE Abstand, am Saturn am 5. Juli 2006 in etwa 8 AE Distanz, und noch ein weiteres Mal am Jupiter am 6. Juni 2008 in etwa 4 ¾ AE Abstand, wurde seine Bahnexzentrizität auf etwa 0,99941 und seine Große Halbachse auf etwa 1320 AE verringert, so dass sich seine Umlaufzeit auf etwa 48.000 Jahre verkürzt.